# یاواتا، کیوتو
یاواتا در استان کیوتو در کشور ژاپن  واقع شده‌است  که دارای جمعیت ۷۳٬۸۲۲ نفر و مساحت ۲۴٫۳۷ کیلومتر مربع با تراکم جمعیت ۳٬۰۲۹  نفر در کیلومترمربع است و در تاریخ ۱ نوامبر ۱۹۷۷ به عنوان شهر شناخته شد.
این شهر در تاریخ ۱ نوامبر سال ۱۹۷۷ بنیاد شد و هم‌اینک شهر خواهر میلان، اوهایو است.
صومعه ایواشیمیزو در یاوتا واقع شده است.